# چغک علفی دودی
چغک علفی دودی (نام علمی: Tiaris fuliginosus) نام یک گونه از تیره زردپره‌ایان است.